# Nazionale maschile di hockey su prato della Repubblica Ceca
La nazionale di hockey su prato della Repubblica Ceca è la squadra di hockey su prato rappresentativa della Repubblica Ceca, nata nel 1993 dalla scissione della Cecoslovacchia tra Repubblica Ceca e Slovacchia.

## Partecipazioni

### Mondiali
- 1994-2006 – non partecipa

### Olimpiadi
- 1996-2008 – non partecipa

### Champions Trophy
- 1993-2008 – non partecipa

### EuroHockey Nations Championship
- 1995 - non partecipa
- 1999 - non partecipa
- 2003 - non partecipa
- 2005 - non partecipa
- 2007 - 8º posto